# Cantilever (łyżwiarstwo figurowe)
Cantilever – jeden z elementów łyżwiarskich zaliczanych do elementów łączących lub ruchów w przestrzeni wykorzystywanych przy innych elementach łyżwiarskich np. podejściu do skoków. Jest wykonywany podobnie do mondu przez łyżwiarza jadącego na obu nogach ustawionych piętami do siebie, na głębokiej krawędzi wewnętrznej. Różnica polega na tym, że łyżwiarz wykonujący cantilever jedzie na ugiętych kolanach i maksymalnie odchylonej do tyłu sylwetce (wyłożenie niemal do pozycji poziomej). Niektórzy podpierają się rękoma.
Cantilever został wymyślony przez Wernera Groebli znanego pod pseudonimem „Mr. Frick”. Element stał się znakiem rozpoznawczym m.in. Ilji Klimkina, Aleksandry Trusowej, Shomy Uno i Yuzuru Hanyū. Pary sportowe i taneczne wykorzystują pozycję cantilever w podnoszeniach tanecznych.

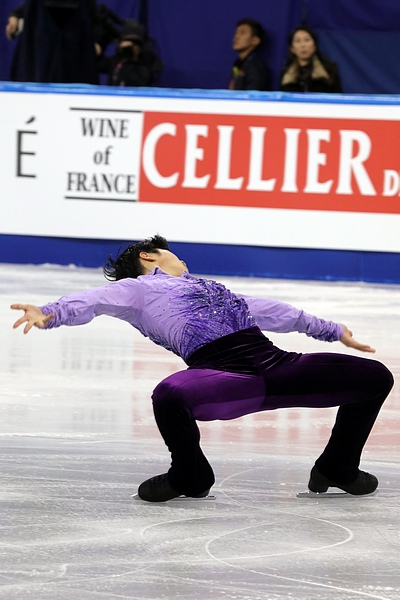
Zejście do pozycji cantilever (Shōma Uno)
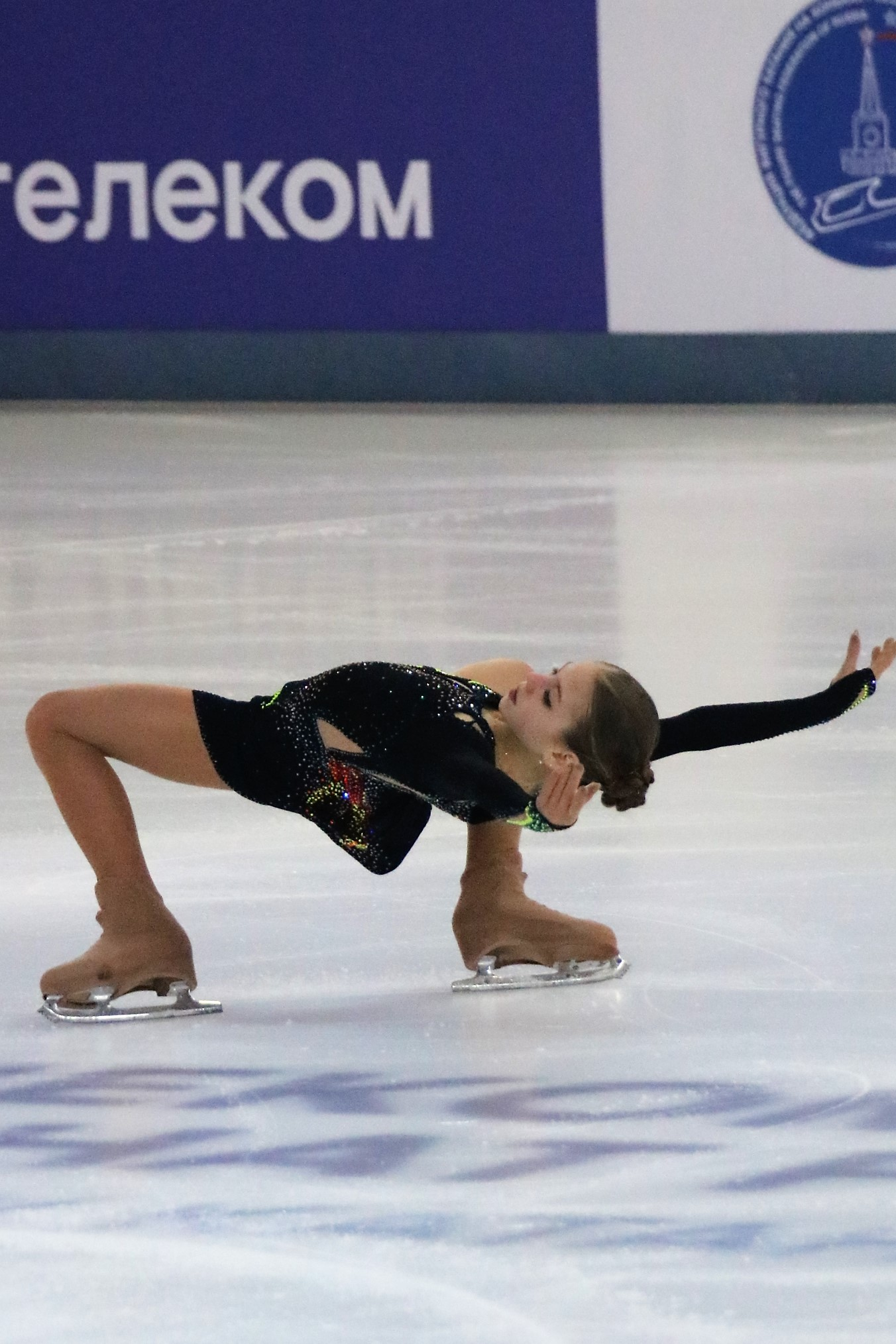
Cantilever bez podparcia (Aleksandra Trusowa)
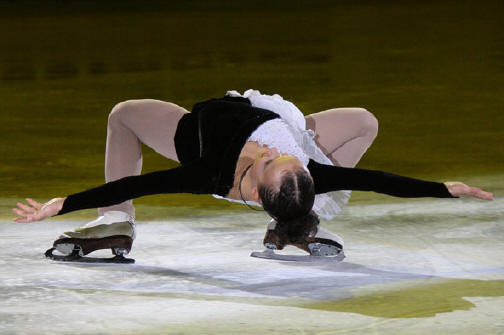
Cantilever bez podparcia (Lubow Iluszeczkina)
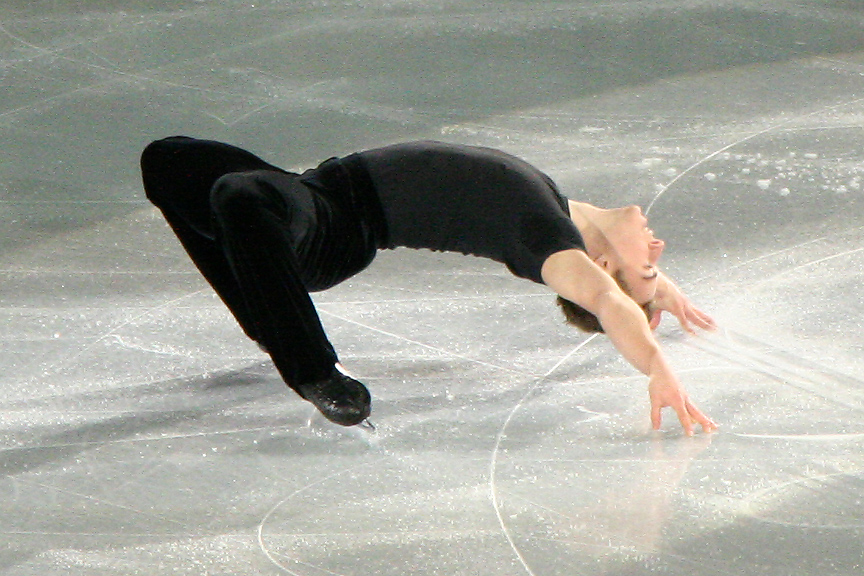
Cantilever z podparciem (Shawn Sawyer)
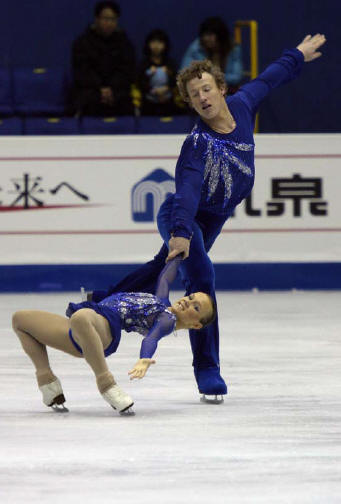
Pary sportowe – cantilever w parze jako element łączący (Lubow Iluszeczkina / Nodari Maisuradze)
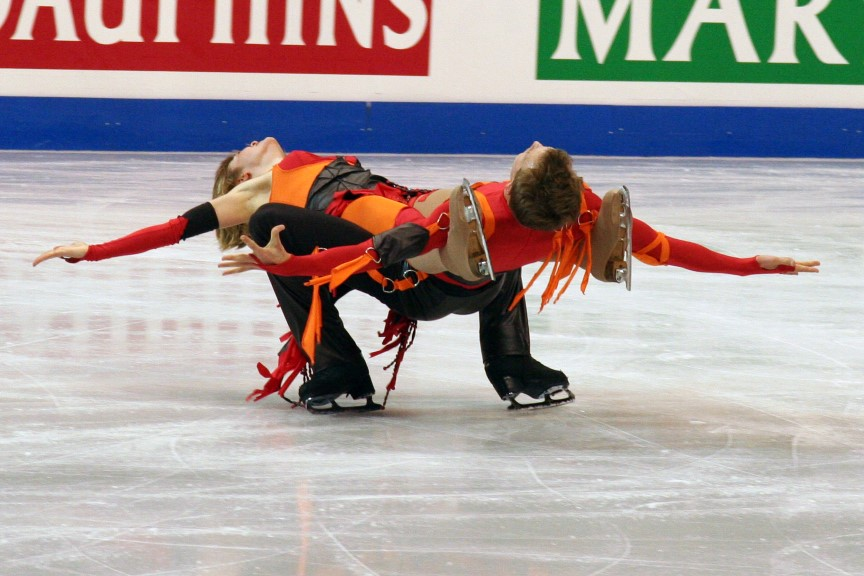
Pary taneczne – cantilever w podnoszeniu po linii prostej (Zoe Blanc / Pierre-Loup Bouquet)